# Rudno (województwo zachodniopomorskie)
Rudno (niem. Rauden) – osada w Polsce położona w województwie zachodniopomorskim, w powiecie białogardzkim, w gminie Tychowo. W latach 1975–1998 osada należała do województwa koszalińskiego. Według danych Urzędu Miasta Tychowo, na dzień 31 grudnia 2014 roku osada miała 39 stałych mieszkańców. Osada wchodzi w skład sołectwa Stare Dębno. Najbardziej na południe położona miejscowość zarówno gminy jak i powiatu.

## Położenie

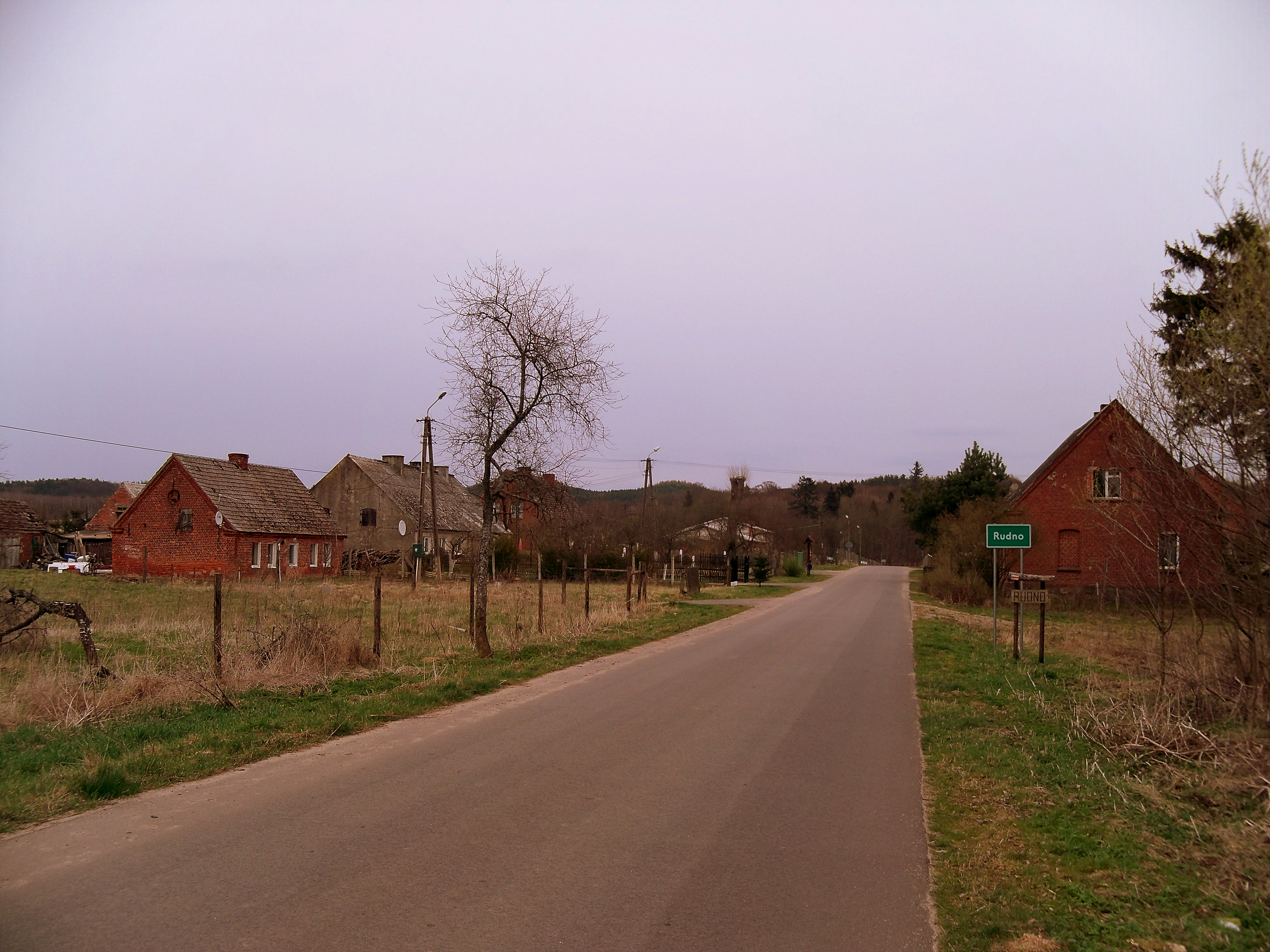
Rudno Gmina Tychowo

Osada leży ok. 3,5 km na południe od Starego Dębna, ok. 1 km od drogi wojewódzkiej nr 167, nad rzeką Dębnicą.

## Zabytki
Do wojewódzkiego rejestru zabytków wpisany jest:
- zespół pałacowy, z połowy XIX wieku:
  - pałac
  - park, z połowy XIX wieku.